# Galaktični koordinatni sistem
Galaktični koordinatni sistem je eden izmed nebesnih koordinatnih sistemov, ki za določanje lege nebesnih teles uporablja galaktično ravnino. Ta koordinatni sistem je primeren za opis lege nebesnih teles, ki ležijo znotraj naše Galaksije (Rimske ceste).
Referenčna ravnina, ki omogoča določanje lege nebesnih teles je galaktična ravnina. Ta ravnina gre skozi središče Rimske ceste tako, da vsa nebesna telesa iz Rimske ceste ležijo čim bliže ravnini. Ravnina torej poteka skozi težišče Rimske ceste. Presek te ravnine z nebesno kroglo nam da galaktični ekvator.
Galaktična ravnina tvori z ravnino ekvatorja Zemlje kot 123°
Lega nebesnih teles se določa s pomočjo dveh koordinat:
- galaktična longituda ali galaktična dolžina, ki jo označujemo z l
- galaktična latituda ali galaktična širina, ki jo označujemo z b

Galaktično longitudo merimo kotnih merskih enotah od smeri proti središču Rimske ceste do presečišča galaktičnega poldnevnika nebesnega telesa z galaktičnim ekvatorjem. Smer merjenja galaktične longitude je ista kot za merjenje rektascenzije.
Zavzame lahko vrednosti v območju
{\displaystyle 0^{\circ }\leq \ l\ <360^{\circ }}
Tako ima smer proti središču Rimske ceste longitudo 0°. To je v ozvezdju Strelca (Sgr). Vzdolž galaktičnega ekvatorja je še ozvezdje Laboda (Cyg) na longitudi 90°, ozvezdje Voznika (Aur) na longitudi 180° (nasproti smeri proti središču Rimske ceste) ter ozvezdje Jadro (Vel) (vidno na južni polobli) na longitudi 270°.
Galaktično latitudo merimo v kotnih merskih enotah od galaktičnega ekvatorja do nebesnega telesa po galaktičnem poldnevniku, ki gre skozi nebesno telo. Meri se lahko samo v naslednjih mejah
{\displaystyle -90^{\circ }\leq \ b\leq +90^{\circ }}
Pri tem je latituda +90° na severnem galaktičnem polu (ozvezdje Berenikini kodri (Com)), latituda -90° pa je na južnem galaktičnem polu Kipar (Scl).
Leta 1959 je Mednarodna astronomska zveza (IAU) določila povezavo z ekvatorskim koordinatnim sistemom. Po tej definiciji ima severni galaktični pol rektascenzijo enako 12h49m in deklinacijo enako +27,4° (za epoho B1950,0). Pri tem je smer proti galaktičnemu severnemu polu nagnjena za 123° proti ekvatorialnemu severnemu polu.
Če podobne podatke navajamo za epoho J2000,0 ima severni galaktični pol koordinate z longitudo 12h51m26,282s in latitudo +27°07′42,01″.
Točka kjer sta galaktična longituda in galaktična latituda enaki nič (smer proti središču Rimske ceste) je za epoho J2000,0 na koordinatah z longitudo enako 17h 45m 37,224s in latitudo enako 28° 56′ 10,23″. Ta točka je v bližini izvora močnega izvora radijskega sevanja z imenom Strelec A*.